# Сали, Жак
Жак Франсуа Жозеф Сали, известный как Жак Сали (фр. Jacques François Joseph Saly, dit Jacques Saly; 20 июня 1717, Валансьен, О-де-Франс — 4 мая 1776, Париж) — французский скульптор, рисовальщик и гравёр периода неоклассицизма. Работал в Дании, Италии и Франции. В 1754—1771 годах директор Датской королевской академии искусств.

## Биография
Жак Сали начал своё художественное образование в 1728 году у в Валансьене у скульпторов Антуана-Жозефа Патера (1670—1747) и Антуана Жилиса (1702—1781). И хотя он происходил из скромной семьи, родители отправили его в 1732 году в Париж, чтобы продолжить обучение в мастерской Гийома Кусту-старшего в Королевской академии живописи и скульптуры. Обучаясь в Академии, в период с 1734 по 1737 год Жак Сали выиграл несколько премий. В 1738 году получил Римскую премию за скульптуру Давида, что позволило ему с 1740 по 1748 год продолжить своё образование во Французской академии в Риме.
В Риме в 1742 году он создал монументальный бюст Мануэла Пинту да Фонсека, великого магистра Мальтийского ордена. В 1744 году вылепил бюст маленькой девочки — одно из наиболее воспроизводимых скульптурных произведений XVIII века.
В 1744 году Жак Сали стал одним из первых французских членов Академии Аркадия в Риме, а затем, в 1748 году, академий Флоренции и Болоньи. Во время своего пребывания в Риме он установил тесные отношения с выдающимся художником, гравёром и архитектором, Джованни Баттиста Пиранези. В 1746 году он награвировал серию из тридцати ваз, оригинальных и элегантных по форме, которые он посвятил художнику Жану-Франсуа де Труа, в то время директору Французской академии.
Вернувшись в Валансьен в 1749 году, Жак Сали привёз с собой многочисленные произведения, созданные в Риме, которые произвели впечатление на местных художников и потенциальных заказчиков. Сали заказали мраморную статую короля Людовика XV в натуральную величину. Работа была выполнена к 1752 году (разрушена в годы Великой французской революции).
Утверждённый в Королевской академии 27 июня 1750 года по представлению скульптуры фавна, несущего козлёнка, 29 мая 1751 года он был принят с мраморной версией этой модели в качестве приёмной. Он был адъюнкт-профессором Академии с 1751 по 1753 год, выставлял свои произведения в Парижском салоне 1750, 1751 и 1753 годов.
В 1753 году Жак Сали был приглашён в Копенгаген, где выполнил конную статую Фредерика V по образцу римской конной статуи Марка Аврелия. Монумент был открыт в 1771 году во дворе королевского дворца Амалиенборг.
В Копенгагене Жак Сали сыграл важную роль в создании Датской королевской академии искусств. В 1754 году он был назначен профессором, а затем стал её директором (1754—1771).
В 1774 году скульптор вернулся во Францию. Награждён французским Орденом Святого Михаила.

## Галерея
- Конная статуя Фредерика V на площади Амалиенборг, Копенгаген. 1771. Бронза
- Конная статуя Фредерика V. Модель. Гипс. Королевская академия изящных искусств Сан-Фернандо, Мадрид
- Бюст Фредерика V. Мрамор. Королевский госпиталь, Копенгаген
- Бюст девочки. Между 1770 и 1790. Мрамор. Музей Виктории и Альберта, Лондон
- Бюст Жана-Франсуа Ожье. 1759. Бронза
- Фавн с козлёнком. 1751. Мрамор. Музей Коньяк-Жэ, Париж
- «Амур Сали». Мрамор. Лувр, Париж